# Cámara de Comercio de Madrid

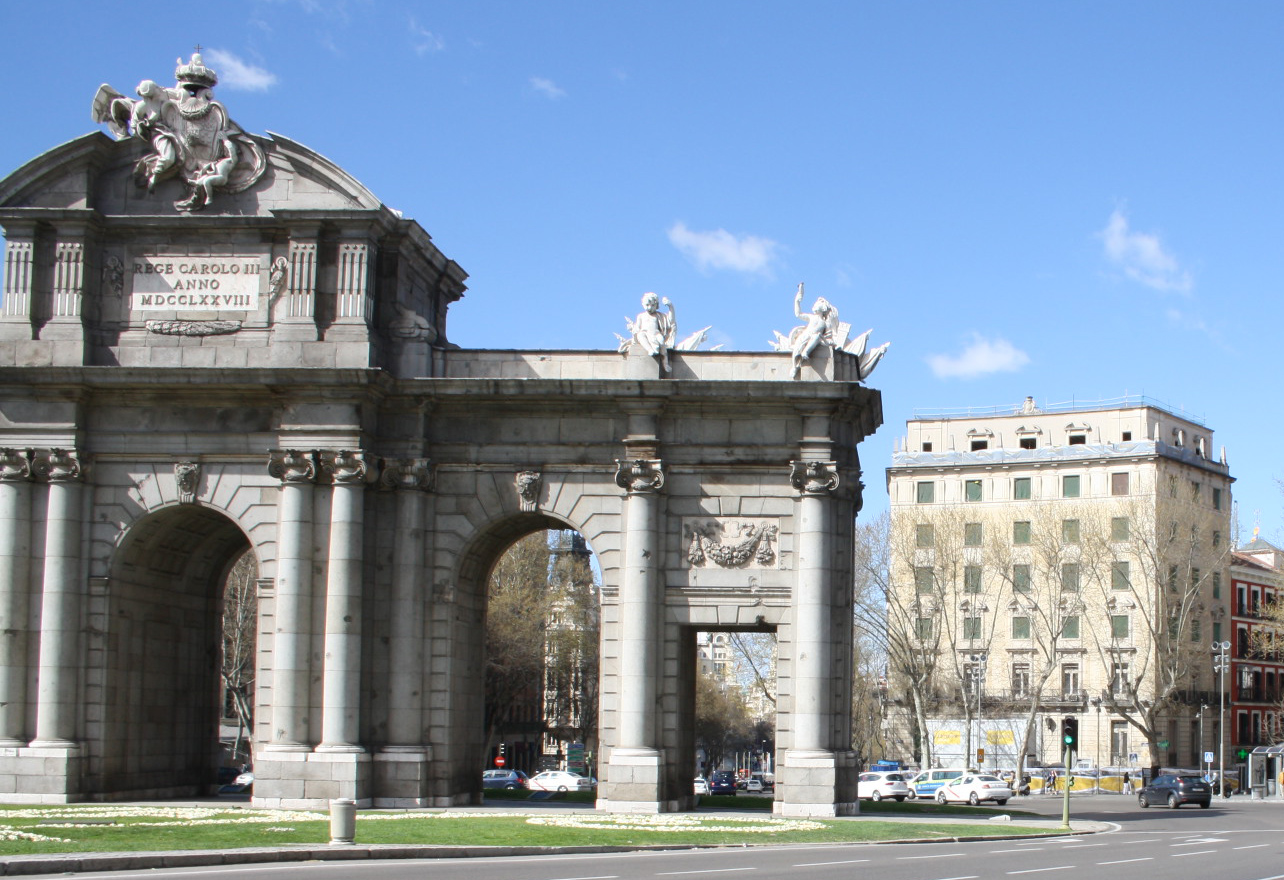
Edificio de la Cámara de Comercio de Madrid, situado enfrente de la puerta de Alcalá.

La Cámara de Comercio de Madrid, cuyo nombre completo es Cámara Oficial de Comercio, Industria y Servicios de Madrid, es una entidad de derecho público independiente con una trayectoria de más de 130 años y está dedicada al fomento del desarrollo de las empresas y los profesionales autónomos de Madrid.
Sus funciones consisten en representar y defender los intereses generales del comercio, la industria y las empresas, con especial foco en brindar soluciones innovadoras para la transformación digital de PYMEs y emprendedores. Su área de cobertura es la Comunidad de Madrid.

## Origen e historia
La Cámara de Comercio de Madrid se fundó en el año 1887, al igual que el resto de Cámaras de Comercio, Industria y Servicios en España. Creada como una corporación de derecho público, se pone en funcionamiento gracias al Real Decreto de 1886, que regulaba las cámaras de comercio en el país, y que venía a sustituir las organizaciones gremiales con la principal misión de representar los intereses generales del comercio, las industrias y el sector servicios en la Comunidad de Madrid.
Con la transición democrática y la entrada de España en la Unión Europea, la Cámara de Madrid enfocó su actividad en fomentar la competitividad empresarial y el asesoramiento sobre las normas europeas.
Tras la aprobación del Real Decreto 13/2010, en el que desapareció el Recurso Cameral Permanente, la Cámara de Madrid diversificó su labor para desarrollar un modelo de financiación orientado a la prestación de servicios. 
La Cámara de Comercio de Madrid también ofrece a las empresas asesoramiento para desarrollo de startups y emprendimiento de empresas, sostenibilidad, internacionalización, transformación digital y formación. Ejerce también funciones de consultoría orientadas al diseño, implantación y evaluación de los Planes de Igualdad de las empresas.
Además, dispone de un espacio privado para socios, denominado Club Cámara Madrid, una red de contactos profesionales orientada a generar oportunidades de negocio y desarrollo de nuevas relaciones comerciales, situado en la 4ª planta del Palacio de Santoña, en pleno Barrio de las Letras de Madrid.
El área territorial de la Cámara de Madrid afecta a todas las empresas y autónomos de los municipios de la Comunidad de Madrid. Su sede física se encuentra ubicada en el Palacio de Santoña, ubicado en la Calle de las Huertas, 13, en el Barrio de las Letras, así como su sede para relaciones institucionales en la Plaza de la Independencia Nº 1, frente a la Puerta de Alcalá, y el Campus de Formación Empresarial, situado en la calle Pedro Salinas, n.º 11 (zona Arturo Soria) de Madrid.

## Órganos de Gobierno
El artículo 9 de la Ley 2/2014 establece los órganos de Gobierno de la Cámara de Madrid, que son los siguientes.

### Pleno
Se trata del Órgano Supremo de Gobierno y representación de la Cámara de Madrid. Tiene un mandato de 4 años (renovables) y está compuesta por 60 personas.
- Hay 40 vocales elegidos mediante sufragio. El voto se ejerce de un modo libre, directo, igual y secreto. Están habilitados para votar todos los electores de la Cámara Oficial de Comercio, Industria y Servicios de Madrid.
- El Pleno también incluye a 10 locales elegidos entre personas de reconocido prestigio en el ámbito económico del área de circunscripción a la que pertenece la Cámara de Madrid.
- Por último, hay 10 vocales que son elegidos por la Comunidad de Madrid y que representan a las empresas que realizan una más alta aportación voluntaria a la Cámara de Madrid.

### Comité Ejecutivo
El Comité Ejecutivo, que se elige cada 4 años renovables, es el órgano permanente encargado de la gestión y administración de la Cámara Oficial de Comercio, Industria y Servicios de Madrid. 
Dispone de 9 miembros, que son elegidos por los vocales del Pleno entre los miembros de éste. 
Dichos miembros son el Presidente, 2 Vicepresidentes, 1 Tesorero y 5 Vocales. Por otra parte, el Secretario General de la Corporación actúa como secretario del Comité Ejecutivo, si bien no tiene derecho al voto.

### Presidente
El Presidente de la Cámara ejerce la función de representar a la Cámara y todos sus órganos colegiados. Su misión es ejecutar los acuerdos que los órganos de gobierno hayan alcanzado. Es elegido por los vocales del Pleno y forma parte del Comité Ejecutivo.

## Funciones de la Cámara de Madrid
La Cámara de Comercio de Madrid desarrolla sus funciones de promoción y representación de las empresas y autónomos a través de las áreas de formación y áreas de actividad.

### Formación
En el área de formación, la Cámara de Madrid ofrece programas MBA, máster, cursos superiores, cursos de experto, cursos de formación continua y cursos de certificación de idiomas.
Entre los programas de Máster también se encuentran los programas formativos de Máster en Comercio Internacional, Máster Profesional en Dirección de Recursos Humanos e Igualdad y Máster Profesional en Dirección de Marketing y Comunicación, así como otros múltiples programas de educación superior.
Además, cuenta con la Escuela de Formación Profesional, donde se imparten ciclos de formación profesional en áreas como Administración y Gestión, Sanidad, Comercio y Marketing e Informática y Telecomunicaciones. También imparte programas formativos especializados y cursos superiores a través de la Escuela de Hostelería y Turismo.

### Áreas de actividad
En la última década, las funciones de la Cámara de Madrid se han enfocado en el desarrollo de programas de formación para startups y emprendedores, transformación digital a través de la Oficina Acelera PYME y el Portal TIC Negocios Madrid, emisión de certificados de origen para empresas de la Comunidad de Madrid, sostenibilidad, arbitraje y mediación, igualdad y conciliación, cumplimiento normativo en materia de Propiedad Industrial, I+D+i y acceso a subvenciones para la industria, así como actividades para fomentar estrategias de networking y visibilidad en el tejido empresarial madrileño.